# Niceland (album)
Niceland er et Soundtrack af Mugison fra 2004.

## Track listing
- Musik og tekst af Mugison.

| Nr. | Titel                                     | Længde |
| --- | ----------------------------------------- | ------ |
| 1.  | "2 birds"                                 |        |
| 2.  | "Move on"                                 |        |
| 3.  | "Love theme"                              |        |
| 4.  | "I´m on fire theme"                       |        |
| 5.  | "Later.... with Jools Holland (out-take)" |        |
| 6.  | "To the bank"                             |        |
| 7.  | "I'd ask -acoustic version (outtake)"     |        |
| 8.  | "I'd ask theme"                           |        |
| 9.  | "Still - Song For Hippies"                |        |
| 10. | "Yfirskin (af Kippi Kaninus)"             |        |
| 11. | "Mugigospel"                              |        |
| 12. | "Patrick Swayze"                          |        |
| 13. | "Move on man (out-take)"                  |        |
| 14. | "I'd ask jolly"                           |        |
| 15. | "Poke a Pal (take 2)"                     |        |
| 16. | "Sun King"                                |        |
| 17. | "blessu sorgin"                           |        |
| 18. | "Gráturnar"                               |        |
| 19. | "Scarp Yard"                              |        |
| 20. | "I´d ask (finale)"                        |        |
| 21. | "47 sec symphony"                         |        |
| 22. | "Gráturnar + voice"                       |        |